# Öskevik
Öskevik is een plaats in de gemeente Lindesberg in het landschap Västmanland en de provincie Örebro län in Zweden. De plaats heeft 53 inwoners (2005) en een oppervlakte van 17 hectare.